# 全国婚俗改革实验区
全国婚俗改革实验区为中华人民共和国民政部于2021年4月7日指定的十五个县市区，为其三年。民政部要求实验区“围绕婚俗改革试点主题，积极培育和践行社会主义核心价值观，大力推进婚姻领域移风易俗，传承发展中华优秀婚姻家庭文化，倡导全社会形成正确的婚姻家庭价值取向，遏制婚俗不正之风，不断提升全社会文明程度和群众精神风貌，为推进婚俗改革提供鲜活样板”。2021年9月22日，新增第二批全国婚俗改革实验区。
此前，民政部印发《关于开展婚俗改革试点工作的指导意见》，指出“要深入开展婚姻家庭辅导服务，促进婚姻幸福、家庭和谐，开展对天价彩礼、铺张浪费、低俗婚闹、随礼攀比等不正之风的整治，建立健全长效机制，助力脱贫攻坚，推进社会风气好转”。2020年9月，民政部、全国妇联印发《关于加强新时代婚姻家庭辅导教育工作的指导意见》，强调“探索开展婚前辅导，探索将颁证仪式引入结婚登记流程并实现颁证常态化，组织举办集体婚礼，倡导健康文明、简约适度的婚俗文化”。
婚俗改革主要集中在婚姻辅导，让婚姻准备更充分，建立颁证制度，让婚礼更有仪式感，打击天价彩礼、恶俗婚闹等风气，让婚姻本质更单纯几方面。

## 列表
第一批：
1. 河北省河间市
2. 内蒙古自治区包头市青山区
3. 内蒙古自治区乌兰察布市集宁区
4. 辽宁省沈阳市皇姑区
5. 吉林省永吉县
6. 黑龙江省哈尔滨市南岗区
7. 江苏省南京市建邺区
8. 江苏省南京市东台市
9. 河南省开封市禹王台区
10. 河南省开封市宁陵县
11. 湖南省澧县
12. 广东省广州市
13. 重庆市大足区
14. 四川省成都市武侯区
15. 陕西省宝鸡市金台区

第二批：
1. 河北省邯郸市肥乡区
2. 山西省运城市盐湖区
3. 内蒙古自治区赤峰市红山区
4. 上海市奉贤区
5. 江苏省无锡市滨湖区
6. 浙江省三门县
7. 安徽省合肥市包河区
8. 安徽省合肥市和县
9. 福建省武夷山市
10. 江西省贵溪市
11. 山东省青岛市黄岛区
12. 山东省青岛市沂水县
13. 湖北省武汉市武昌区
14. 广西壮族自治区柳州市城中区
15. 海南省琼海市
16. 宁夏回族自治区盐池县
17. 新疆维吾尔自治区乌鲁木齐市头屯河区